# Tübach
Tübach ist eine politische Gemeinde im Kanton St. Gallen. Sie befindet sich im Wahlkreis Rorschach. Tübach liegt südlich der Gemeinde Horn TG.

## Geschichte

Luftbild aus 400 m Höhe von Walter Mittelholzer (1923)

Tübach wurde 1207 als Tiuffenbach erstmals urkundlich erwähnt. Im Mittelalter besass die Abtei St. Gallen Grundbesitz. Der 1207 erwähnte Kehlhof war bis ins 18. Jahrhundert ein landwirtschaftlicher Grossbetrieb. Grundbesitzer waren im 13. Jahrhundert der Bischof von Konstanz, im 13. und 14. Jahrhundert die Herren von Rorschach. Die Reichsvogtei Tübach ging 1331 als Pfand an Eberhard von Bürglen, 1351 an Hermann von Breitenlandenberg, sodann an die Schenken von Castel, bis sie 1464 bis 1466 an die Fürstabtei St. Gallen zurückfiel. Ab Beginn des 16. Jahrhunderts bildete Tübach eine Hauptmannschaft des fürstäbtischen Niedergerichts Rorschach. 1566 wurde eine Hofrechts- und Einzugsordnung erlassen.

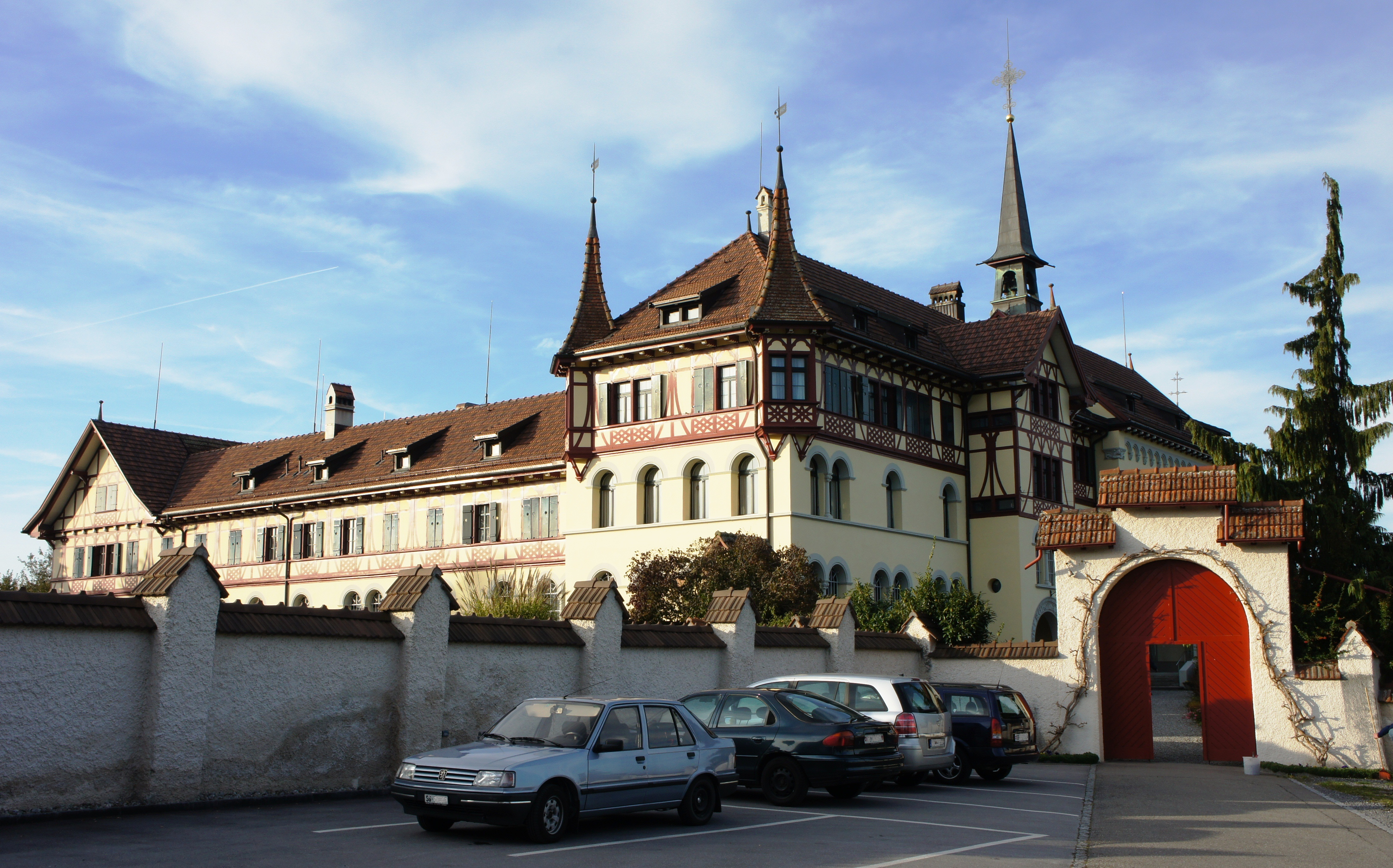
Kloster Scholastika (2011)

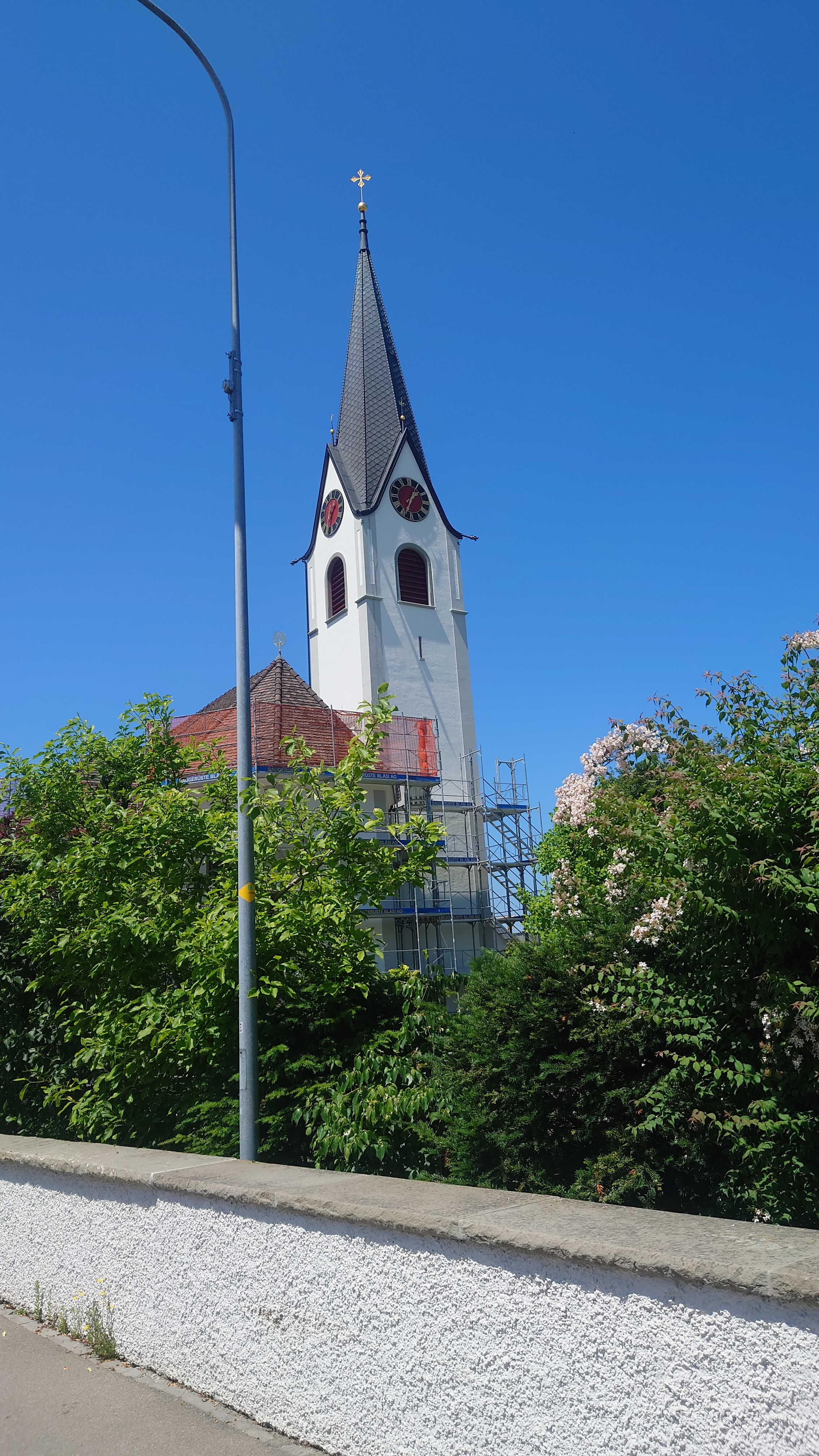
Kirche Tübach (2021)

Kirchlich gehörte Tübach zu Steinach. 1529 schloss sich das Dorf der Reformation an, kehrte aber 1532 zum alten Glauben zurück. 1742 machte sich Tübach gegen den Willen der Pfarrei Steinach selbständig. 1649 wurde die Kapelle Zu unserer lieben Frauen Hilfe, 1744 bis 1746 die Pfarrkirche Mariahilf erbaut. 1905 wurde das 1616 in Rorschach gegründete, seit 1847 unter der Jurisdiktion des Bischofs von St. Gallen stehende Kapuzinerinnenkloster St. Scholastika wegen des Bahnhofsumbaus und der Industrialisierung von Rorschach nach Tübach verlegt. In dem von August Hardegger entworfenen Gebäude wohnten 1905 34, 1958 40, 1985 25 und 2012 8 Schwestern. 2019 zogen die sechs zumeist hochbetagten Schwestern ins Kloster Notkersegg in St. Gallen. Im Jahr 2020 zogen sieben Schwestern der Familie Mariens im denkmalgeschützten  Kloster St. Scholastika ein. Das Kloster lebte in erster Linie von der Hostienbäckerei. Daneben besass es 1990 zwei Pachtgüter mit Milchwirtschaft und Obstbau sowie gut 2 Hektaren Wald.
1582 errichtete Leonhard Straub eine Papiermühle, die bis nach 1740 bestand. 1584 folgte eine Druckerei, die mit wechselnden Besitzern bis 1622 in Betrieb war. Dort druckte Straub 1597 mit dem Impressum Reichshof Rorschach das erste Periodikum der Schweiz, den „Annus Christi“. Ab dem 17. Jahrhundert erbauten Adlige und reiche Stadtbürger in Tübach Landsitze. Das Dorf lebte von der Landwirtschaft, vor allem vom Obst- und Rebbau. Letzterer wurde bis um 1900 betrieben. 1902 entstand eine Raiffeisenkasse, 1930 das Rehabilitationszentrum Mühlhof für Alkoholkranke mit angegliedertem Landwirtschaftsbetrieb. Bis in die 1960er Jahre war Tübach eine Bauerngemeinde mit wenig Gewerbe. Mit dem Bauboom ab 1970 entstanden neue Quartiere; Gewerbe und kleinere Industriebetriebe siedelten sich an.
1803 wurden Tübach, Steinach und Berg zur politischen Gemeinde Steinach vereinigt, die zu dem bis 2002 bestehenden Bezirk Rorschach gehörte. Nach dem Ausscheiden Steinachs 1832 bildeten Tübach und Berg die politische Gemeinde Berg. 1845 erlangte Tübach die politische Selbständigkeit. Seit 1993 arbeitet ein Gemeindeammann im Vollamt. 1976 erliess die Gemeinde einen Zonenplan, 1980 wurde das Mehrzweckgebäude, 1997 die Regionale Sport- und Erholungsanlage Kellen eingeweiht.

## Bevölkerung
| Jahr      | 1800  | 1850  | 1900  | 1950  | 1980  | 2000  | 2010  | 2015  | 2019  |
| Einwohner | 340   | 359   | 569   | 665   | 845   | 1057  | 1243  | 1337  | 1438  |
| Quelle    | [ 5 ] | [ 5 ] | [ 5 ] | [ 5 ] | [ 5 ] | [ 5 ] | [ 8 ] | [ 8 ] | [ 8 ] |

Die Bevölkerung hat sich in 150 Jahren rund verdreifacht.

## Politik

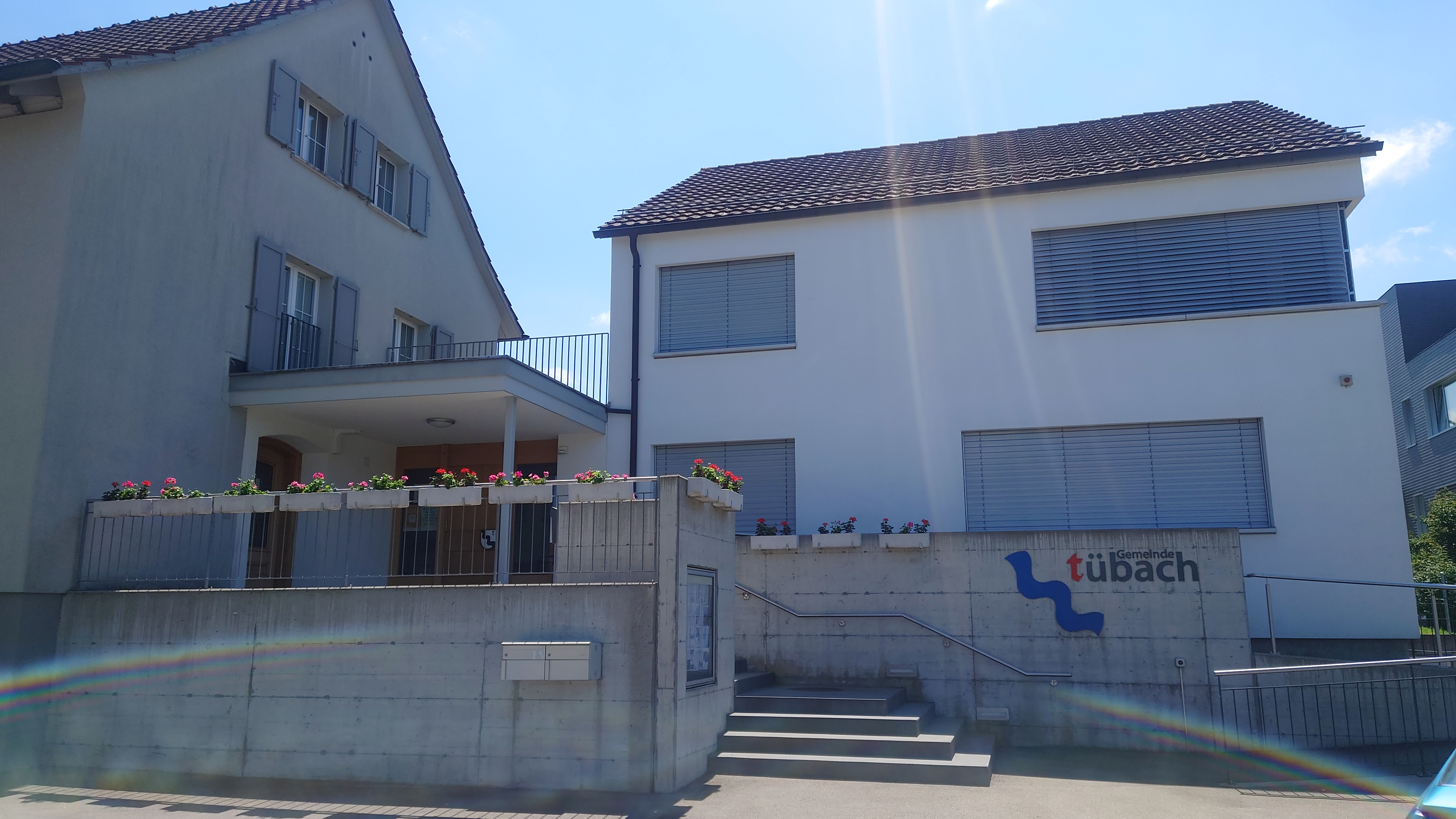
Gemeindehaus (2021)

Gemeindepräsident ist seit 1. Januar 2006 Michael Götte, SVP (Stand 2022).

## Wappen
Beschreibung: In Silber ein blauer Schrägrechtswellenbalken und im linken Obereck ein rotes Minuskel-„t“ in Fraktur.

## Persönlichkeiten
- Rudolf Gmür (1857–1921), Opernsänger (Bariton)
- Michael Götte (* 1979), Politiker (SVP), Nationalrat, Gemeindepräsident

## Partnergemeinde
- Oberteuringen, Bodenseekreis, Baden-Württemberg